# First Underground Nuclear Kitchen
First Underground Nuclear Kitchen è un album in studio da solista del cantante e bassista britannico Glenn Hughes, pubblicato nel 2008.

## Tracce
1. Crave – 4:20
2. First Underground Nuclear Kitchen – 3:46
3. Satellite – 4:34
4. Love Communion – 4:46
5. We Shall Be Free – 5:42
6. Imperfection – 4:50
7. Never Say Never – 5:08
8. We Go 2 War – 3:50
9. Oil and Water – 4:04
10. Too Late to Save the World – 6:22
11. Where There's a Will – 4:27